# Рымарев, Дмитрий Георгиевич
Дми́трий Гео́ргиевич Ры́марев (29 июля 1907, Радин — 13 декабря 2000, Москва)  — советский оператор и режиссёр документального кино, фронтовой кинооператор в годы Великой Отечественной войны. Заслуженный деятель искусств РСФСР (1988), лауреат двух Сталинских премий (1943, 1951). 

## Биография
Родился в Радине (ныне Радзынь-Подляски, Польша) в семье служащих. В 1928 году вступил в ВЛКСМ. В 1932 году после окончания операторского факультета Государственного института кинематографии непродолжителное время был оператором на кинофабрике «Украинфильм» в Одессе. С декабря 1932 года работал фотографом в Доме комсомола Краснопресненском районе Москвы. 
С февраля 1933 года — ассистент оператора на московской кинофабрике «Союзкинохроника», в марте 1934 года был призван в Красную армию. С сентября 1935 года — оператор на «Союзкинохронике».
С началом Великой Отечественной войны ушёл на фронт на третий день, с первой же киногруппой. Снимал во время боёв в Севастополе, Феодосии, на Таманском полуострове, на Малой земле; снимал на крейсере «Червона Украина», на Карельском фронте и 3-м Украинском фронте. Отозванный из Вены, снимал Парад Победы 24 июня 1945 года.
С мая 1946 года по июнь 1949 года работал на корпункте ЦСДФ в Берлине. В период 1952—1953 годов был заместителем уполномоченного «Совэкспортфильма». 
Снял более 60 документальных, учебных, научно-популярных фильмов, автор сюжетов для кинопериодики: «Железнодорожник», «Искусство», «Киножурнал Рязанской области», «Московская кинохроника», «Наука и техника», «Новости дня», «Пионерия», «Советский воин», «Советский спорт», «Советское искусство», «Социалистическая деревня», «Союзкиножурнал». Автор мемуаров военного времени «Севастополь сражается», «В июле сорок второго», «Впереди — Бухарест», «Весна Победы», изданных в сборнике «Их оружие — кинокамера» (1970, 1984), «Дни штормовые» (1975).
Член ВКП(б) с 1950 года, член Союза кинематографистов СССР (Москва) с 1957 года.
Скончался 13 декабря 2000 года в Москве. Похоронен в Москве на Введенском кладбище (участок № 19).

### Семья
- отец — Георгий Филиппович Рымарев-Кананович[7];
- мать — Мавра Митрофановна Рымарева (урождённая Шофоростова)[7];
- сестра — Екатерина Георгиевна Рымарева (Виленская)[7];
- сестра — Мария Георгиевна Рымарева (Хотенцева)[источник не указан 567 дней];
- брат — Евгений Георгиевич Рымарев[7];
- первая жена — Клавдия Дмитриевна Рымарева[7];
  - сын — Владимир Дмитриевич Рымарев, инженер-конструктор[7];
- вторая жена — Неонила Петровна Добровольская, работала в Отделе технического контроля на ЦСДФ[7].

## Фильмография
Оператор
- 1935 — Кавалеристы (совместно с М. Глидером, Н. Степановым, В. Соловьёвым, С. Гусевым, Н. Вихиревым)
- 1935 — Незабываемый день. День авиации (совместно с Н. Вихиревым, С. Гусевым, Б. Макасеевым, А. Семененко)
- 1935 — Орденоносная область (в соавторстве)
- 1935 — Счастливая юность (в соавторстве)
- 1936 — Город всадников
- 1936 — Сталинские соколы (совместно с И. Беляковым)
- 1938 — На морских рубежах / Бой на море (в соавторстве)
- 1938 — Навстречу ВСХВ (совместно с В. Доброницким)
- 1938 — Физкультурники обороны (совместно с П. Лампрехтом, А. Щекутьевым)
- 1938 — Цветущая молодость (в соавторстве)
- 1939 — Великая присяга (в соавторстве)
- 1939 — Молодость идёт (в соавторстве)
- 1939 — Передовой сельсовет
- 1939 — Рязанская область (в соавторстве)
- 1941 — Город всадников
- 1941 — Танкисты–сталинцы (совместно с С. Семёновым)
- 1942 — Черноморцы (в соавторстве)
- 1942 — Наш русский фронт / Our Russian Front (использованы снятые им кадры)
- 1944 — К вопросу о перемирии с Финляндией (в соавторстве)
- 1944 — Победа на юге / Битва на юге (в соавторстве)
- 1945 — Будапешт (фронтовой спецвыпуск № 1) (в соавторстве)
- 1945 — Вена (фронтовой спецвыпуск № 3) (в соавторстве)
- 1945 — Всесоюзный парад физкультурников / Всесоюзный физкультурный парад (цветной и ч/б вариант; в соавторстве)
- 1945 — Парад Победы (цветной вариант; в соавторстве)
- 1945 — Первомайский парад в Москве (в соавторстве)
- 1947 — День победившей страны (в соавторстве)
- 1948 — 1-е Мая в Берлине (совместно с С. Репниковым)
- 1948 — Берлинский процесс
- 1948 — На Родину! (в соавторстве)
- 1949 — В советской зоне оккупации Германии (в соавторстве)
- 1950 — Город Пекин сегодня (совместно с А. Воронцовым)
- 1950 — Победа китайского народа (СССР — КНР) (в соавторстве)
- 1950 — Под знаменем мира (совместно с П. Касаткиным, Д. Каспием, И. Кононовым, Ю. Монгловским)
- 1951 — Всесоюзные соревнования фигуристов 1951 года (совместно с И. Гутманом, С. Семёновым)
- 1951 — День Воздушного флота СССР (в соавторстве)
- 1951 — Международное соревнование легкоатлетов (в соавторстве)
- 1951 — Советская Молдавия (совместно с А. Шафраном, А. Кричевским)
- 1953 — Советские гимнасты (совместно с А. Зенякиным, Ю. Леонгардтом, Н. Соловьёвым)
- 1954 — Гости из Индии (совместно с И. Бессарабовым)
- 1954 — Декада литовской литературы и искусства в Москве (совместно с В. Старошасом, П. Касаткиным, Ю. Бородяевым, Н. Вихиревым)
- 1954 — Международное соревнование мотоциклистов (в соавторстве)
- 1955 — Дружба великих народов (в соавторстве)
- 1955 — Международные конно-спортивные соревнования (совместно с С. Киселёвым, К. Ряшенцевым, В. Скоробогатовой)
- 1955 — Москва праздничная (в соавторстве)
- 1955 — Премьер-министр Республики Индия Джавахарлал Неру в Советской стране (в соавторстве)
- 1955 — Фестиваль кинофильмов Германской Демократической Республики (в соавторстве)
- 1956 — Делегация стортинга Норвегии в Советском Союзе (совместно с Е. Яцуном)
- 1956 — Знаменательная встреча (в соавторстве)
- 1956 — На промышленной выставке в Дели (совместно с Н. Соловьёвым)
- 1957 — Визит дружбы Маршала Советского Союза Г. К. Жукова в Индию и Бирму (совместно с Е. Аккуратовым)
- 1957 — Дорогой дружбы (в соавторстве)
- 1957 — Лебединое озеро (в соавторстве)
- 1957 — У животноводов Киргизии
- 1958 — Звени, наша юность (совместно с Д. Каспием, В. Микошей, М. Прудниковым, И. Филатовым)
- 1959 — Пора большого новоселья (совместно с М. Прудниковым, Б. Небылицким, С. Медынским, М. Глидером)
- 1960 — Герои нашего времени (в соавторстве; в титрах не указан)
- 1960 — Румынские артисты в Москве (совместно с Л. Максимовым)
- 1960 — Сельские кооператоры
- 1960 — Цыганские напевы (совместно с Е. Ефимовым)
- 1961 — Наш гость — Джавахарлал Неру (в соавторстве)
- 1961 — Плоды дружбы (совместно с Е. Легатом)[9]
- 1962 — Посланцы братской Венгрии (совместно с Е. Мухиным)
- 1963 — И всё-таки «Спартак» (в соавторстве)
- 1963 — Искусство миллионов (в соавторстве)
- 1963 — Манолис Глезос — сын Эллады (в соавторстве)
- 1964 — Путь в завтра (в соавторстве)
- 1965 — Тропой героя
- 1968 — Через восемь морей и два океана (совместно с К. Ряшенцевым)[10]
- 1969 — К службе воинской готовы[11]
- 1970 — Иорданский репортаж (совместно с К. Ряшенцевым и операторами иностранной хроники)[12]
- 1970 — Нерушимое братство (совместно с Г. Серовым)
- 1973 — Севастопольский бронепоезд (совместно с В. Микошей)[13]
- 1975 — Наследники победы (в соавторстве)
- 1979 — Севастополь, Севастополь… (совместно с Ю. Козиным, В. Маевым)[14]

Режиссёр
- 1957 — Визит дружбы Маршала Советского Союза Г. К. Жукова в Индию и Бирму (совместно с Е. Аккуратовым)
- 1965 — Инфорга — 65[15]
- 1968 — ВИНИТИ. Всесоюзный институт научной и технической информации[16]
- 1968 — Через восемь морей и два океана (совместно с К. Ряшенцевым)
- 1969 — Инполиграфмаш — 69[17]
- 1969 — К службе воинской готовы
- 1970 — Иорданский репортаж
- 1973 — Севастопольский бронепоезд
- 1979 — Севастополь, Севастополь…

Сценарист
- 1957 — У животноводов Киргизии
- 1979 — Севастополь, Севастополь… (совместно с В. Докиным)

## Награды и звания
- орден Красной Звезды (1940)[18];
- орден Красного Знамени (14 августа 1942; был представлен к ордену Красной Звезды)[19];
- Сталинская премия второй степени (1943) — за документальный фильм «Черноморцы» (1942)[2][20];
- Сталинская премия первой степени (1951) — за документальный фильм «Победа китайского народа» (1950)[2];
- нагрудный значок «Отличник кинематографии СССР» (14 июля 1969)[21];
- орден Красной Звезды (1970)[2];
- орден Отечественной войны II степени (6 апреля 1985)[22];
- заслуженный деятель искусств РСФСР (4 мая 1988)[2];
- Почётный кинематографист России (1995)[2];
- медаль «За оборону Севастополя»[23];
- медаль «За оборону Кавказа»[23];
- медаль «За взятие Будапешта»[23];
- медаль «За взятие Вены»[23];
- медаль имени Александра Ханжонкова[2].

## Комментарии
1. ↑  По легенде цветная версия картины «Парад Победы» была снята на привезённую Д. Рымаревым из Вены трофейную киноплёнку Агфаколор[4].